# Boutte
Boutte és una població dels Estats Units a l'estat de Louisiana. Segons el cens del 2000 tenia 2.181 habitants.

## Demografia
Segons el cens del 2000, Boutte tenia 2.181 habitants, 740 habitatges, i 560 famílies. La densitat de població era de 225,2 habitants/km².
Dels 740 habitatges en un 40,7% hi vivien nens de menys de 18 anys, en un 43,1% hi vivien parelles casades, en un 27% dones solteres, i en un 24,2% no eren unitats familiars. En el 20,1% dels habitatges hi vivien persones soles el 5,8% de les quals corresponia a persones de 65 anys o més que vivien soles. El nombre mitjà de persones vivint en cada habitatge era de 2,94 i el nombre mitjà de persones que vivien en cada família era de 3,4.
Per edats la població es repartia de la següent manera: un 33% tenia menys de 18 anys, un 10,3% entre 18 i 24, un 29,3% entre 25 i 44, un 19,7% de 45 a 60 i un 7,7% 65 anys o més.
L'edat mediana era de 30 anys. Per cada 100 dones de 18 o més anys hi havia 77,9 homes.
La renda mediana per habitatge era de 27.132 $ i la renda mediana per família de 36.307 $. Els homes tenien una renda mediana de 29.464 $ mentre que les dones 18.913 $. La renda per capita de la població era de 12.247 $. Entorn del 28,5% de les famílies i el 33,7% de la població estaven per davall del llindar de pobresa.

## Poblacions més properes
El següent diagrama mostra les poblacions més properes.